# Spannel Beck
Der Spannel Beck ist ein Wasserlauf im Lake District, Cumbria, England.
Der Spannel Beck entsteht als Abfluss eines unbenannte Stausees nordöstlich des Gummer’s How. Er fließt in einer südöstlichen Richtung durch den Sow How Tarn und mündet in den River Winster.